# 坎大哈战役 (2021年)
坎大哈战役是2021年塔利班攻勢中的一次战役。
2021年7月9日战斗开始，塔利班通过数周的战斗，于8月12日攻占阿富汗南部中心、第二大城市——坎大哈。阿富汗政府支持者坚持至8月16日撤离。